# Seravezza
Seravezza település Olaszországban, Toszkána régióban, Lucca megyében. Lakosainak száma 12 364 fő (2023. január 1.). Seravezza Massa, Montignoso, Pietrasanta, Stazzema és Forte dei Marmi községekkel határos.

## Népesség
A település lakossága az elmúlt években az alábbi módon változott:
| Lakosok száma | 13 074 | 12 962 | 12 364 |
|               | 2017   | 2018   | 2023   |